# Pleurisanthes
Pleurisanthes es un género  de plantas  perteneciente a la familia Icacinaceae. Es originario de Suramérica. El género fue descrito por Henri Ernest Baillon y publicado en Adansonia  11: 201 en el año 1874. La especie tipo es Pleurisanthes artocarpi Baill.

## Especies
- Pleurisanthes artocarpi Baill.
- Pleurisanthes brasiliensis 	(Valeton) Tiegh.
- Pleurisanthes emarginata 	Tiegh.
- Pleurisanthes flava Sandwith
- Pleurisanthes howardii R.Duno, Riina & P.E.Berry
- Pleurisanthes parviflora 	(Ducke) R.A.Howard
- Pleurisanthes simpliciflora Sleumer